# Rafael Fente-Damers
Rafael Fente-Damers, född 17 oktober 2006 i Houston, är en fransk simmare.

## Karriär
Rafael Fente-Damers ingick i det franska lagkappslaget som tog brons på 4x100 meter medley.